# 谷口雄哉
谷口 雄哉（たにぐち ゆうや、2000年4月1日 - ）は、日本の映画監督、脚本家である。新潟県佐渡市出身。

## 来歴
足立学園中学校・高等学校出身。中学1年の冬に何気なく見ていたテレビ朝日系列のドラマ『相棒』があまりに面白く『相棒』を制作したいと夢を抱き幾度となく東映東京撮影所をアポ無しで訪れた。その後通っていた中学校における夏期休暇中の課題として職業見学があり、正式に東映東京撮影所を訪れる。その際、所内の職員伝に相棒シリーズのメイン監督を務める橋本一と面識を持つ。中学、高校在学中はアメリカンフットボールの選手としても活躍し部活の練習の合間を縫って現場見学に没頭した。
法政大学法学部に進学後、助監督としての経験を積みながら脚本の勉強を始め、数多くの短編作品を制作。2020年にリモートドラマで監督デビュー。2023年9月に大学を卒業。

## 作品

### 映画
- 『ダブル・アンコール』（2020年）- 監督、脚本[4][5]
- 『ラハイナ・ヌーン』（2020年）- 監督、脚本[6][7]
- 『ボクらの島冒日記』（2022年）- 監督[8]
- 『ココロノナカ』（2022年）- 監督、脚本
- 『ホワイト ライ』(2023年) - 監督、脚本　※共同脚本：森七聖

### ドラマ
- 『青年と弱気なパーソナリティ』（2022年）- 監督、脚本[9]

### MV
- 『The Songbards』「ダフネ」（2022年）- 監督[10]
- 『THIS VERY DAY』「Color」(2022年) - 監督
- 『START TO BLING』「Pride」(2022年) - 監督
- 『peko』「日々」(2022年) - 監督

### その他
- 音楽フェス『LADY BEYOND』オープニング映像 - 主演-森日菜美(2022年）- 演出、構成[11]